# CB Cornellà
CB Cornellà ist ein spanischer Basketballverein aus Cornellà de Llobregat, Katalonien.

## Geschichte
Der Verein wurde 1926 gegründet. Wegen des spanischen Bürgerkrieges und dessen Auswirkungen ging die Entwicklung des Klubs nur langsam voran. Das Team spielte lange Zeit in katalanischen Spielgemeinschaften. Erst Anfang der 1980er Jahre spielte man im spanischen Basketball-Ligensystem mit. Dem Verein gelangen seitdem Aufstiege bis in die zweithöchste Spielklasse im spanischen Basketball, die aber immer wieder von Abstiegen in die dritte Liga gefolgt wurden. Die Saison 2009/10 war die vorerst letzte in der Liga Española de Baloncesto. Nach dem Abstieg sahen sich die Verantwortlichen gezwungen freiwillig bis in Liga 4 zu gehen, da die dritte Liga finanziell nicht zu spielen gewesen wäre.
Von Anfang der 1990er Jahre bis 2010 kooperierte Cornellá mit dem FC Barcelona. Die Mannschaft konnte als Farmteam der Katalanen angesehen werden. Bestes Beispiel dieser Kooperation ist Pau Gasol. Der spätere Weltmeister und Europameister, sowie zweimalige NBA-Sieger mit den Los Angeles Lakers, begann bei CB Cornellá seine Karriere, ehe er 1997 nach Barcelona wechselte.

## Bekannte ehemalige Spieler
- Anthony Smith (2009–2010)
- Nihad Đedović (2007–2009)
- Maurice Jeffers  (2003–2004)
- Pau Gasol im Juniorenteam (?–1997)
- Roberto Dueñas (1995–1996)